# Bulbophyllum kirroanthum
Bulbophyllum kirroanthum là một loài phong lan thuộc chi Bulbophyllum.